# Jaarmarktcross Aalter
De Jaarmarktcross Aalter is een veldrijwedstrijd die tussen 2004 en 2006 jaarlijks werd georganiseerd in de Belgische gemeente Aalter.

## Erelijst mannen elite
| Jaar | Winnaar         | Tweede              | Derde               |
| ---- | --------------- | ------------------- | ------------------- |
| 2006 | Erwin Vervecken | Sven Vanthourenhout | Niels Albert        |
| 2005 | Sven Nys        | Niels Albert        | Christian Heule     |
| 2004 | Sven Nys        | Ben Berden          | Sven Vanthourenhout |